# Champ-du-Boult
Champ-du-Boult (prononcé [ ʃɑ̃dybu]) est une ancienne commune française, située dans le département du Calvados en région Normandie, peuplée de 369 habitants.
Le 1er janvier 2017, elle devient commune déléguée au sein de la commune nouvelle de Noues de Sienne.
Ses habitants sont les Chambourins.

## Géographie

### Localisation
La commune est sur les contreforts du sud-ouest du Bocage virois. L'atlas des paysages de la Basse-Normandie situe majoritairement la commune dans l'unité du Haut Bocage transparent, « hauteurs copieusement arrosées [qui] se distinguent par la présence de hauts talus lessivés » et une frange nord-est dans celle des hauts pays de l’ouest ornais et du Mortainais située majoritairement au nord-ouest du département de l'Orne et caractérisée par un «  paysage  rude,  marqué  par  un  relief  complexe modelé par les cours d’eau qui en divergent comme d’un château d’eau ». Son bourg est à 6,5 km au sud-est de Saint-Sever-Calvados, à 7,5 km au nord-est de Saint-Pois, à 12 km au sud-ouest de Vire et à 12 km au nord-ouest de Sourdeval.

### Voies de communication et transports
Le territoire est à l'écart des grands axes routiers. Il est traversé par la route départementale no 150 reliant Vire au nord-est à Saint-Michel-de-Montjoie au sud en passant par le bourg. Elle y croise la D 302 qui permet de rejoindre Le Gast à l'ouest et la route Vire - Juvigny-le-Tertre à l'est. Croisant également les deux précédentes dans le bourg, la D 299 le relie à Saint-Sever-Calvados au nord-ouest et à Gathemo au sud-est. L'accès à l'A84 est près de Villedieu-les-Poêles, à Fleury vers Rennes (échangeur 37) et à La Colombe vers Caen (échangeur 38), à 23 km au nord-ouest.

### Hydrographie
Champ-du-Boult et précisément son bourg sont sur la ligne de partage des eaux entre la Vire et la Sée. La partie occidentale est dans le bassin de la Sée par son affluent le Glainon qui marque la limite du territoire à l'ouest après y avoir pris sa source. Ses deux premiers affluents — dont l'un délimite le sud-ouest — parcourent le territoire communal. Le nord et l'est sont dans le bassin de la Vire par son sous-affluent la Dathée qui traverse le territoire du sud au nord après en avoir délimité le sud-est. Plusieurs de ses affluents drainent les eaux communales dont le ruisseau Barbot en limite sud et le ruisseau des Lorencières en limite nord.
Le territoire communal est ponctué de collines. Le point culminant (351/353 m) se situe au sud, près du lieu-dit la Boelle. Le point le plus bas (170 m) correspond à la sortie de la Dathée du territoire, au nord-est. La commune est bocagère.

### Communes limitrophes
| Saint-Sever-Calvados     | Saint-Sever-Calvados              | Saint-Manvieu-Bocage                                                        |
| Le Gast                  | Champ-du-Boult                    | Vire-Normandie (comm. dél. de Saint-Germain-de-Tallevende-la-Lande-Vaumont) |
| Saint-Michel-de-Montjoie | Saint-Michel-de-Montjoie, Gathemo | Gathemo                                                                     |

## Toponymie
Le nom de la localité est attesté sous les formes Campo Buhul vers 1146, Champ du Bout et Campus Beloy en 1278.
Champ, camp désignent initialement des terrains, campagnes ou cultures.

« Boult » viendrait de l'ancien français boul, « bouleau ».

## Histoire
À la fin du XIVe siècle, le fief appartient à Guillaume d'Argouges.
Dès le Moyen Âge, le granite bleu de Vire est extrait et fait vivre une paroisse dont la terre est pauvre.
À partir du XVIIe siècle, Champ-du-Boult appartient aux Le Chappelain, puis aux Bilheust jusqu'à la Révolution.
Joseph Hilliou, chef d'un groupe de résistants de Champ-du-Boult, a été fusillé à Saint-Jean-du-Corail en 1944, Jacques Cercleux, un autre membre du groupe, a réussi à s'enfuir après avoir subi des tortures au château de Bourberouge (sans céder), mais il a été abattu sur la route de Mortain à Barenton[réf. à confirmer].
Le bourg est en grande partie détruit en août 1944 entre la percée d'Avranches et la contre-attaque de Mortain.

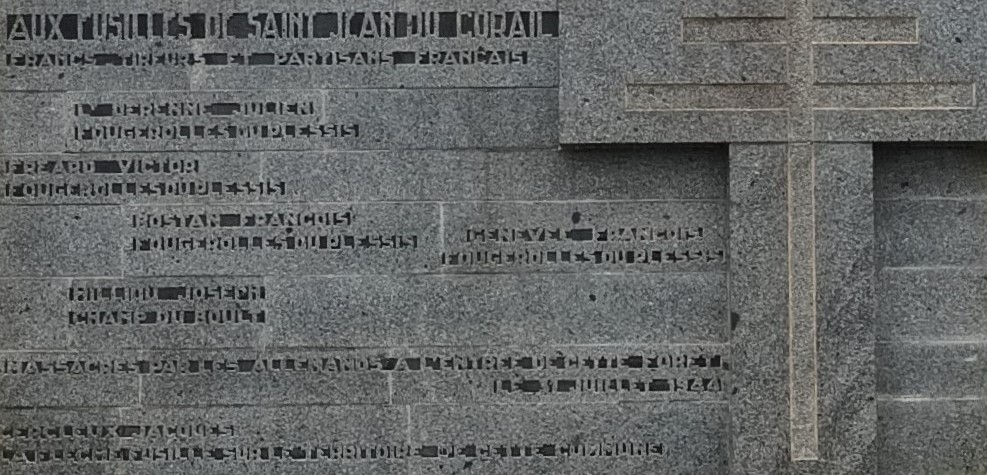
Le mémorial de Joseph Hilliou à Saint-Jean-du-Corail

## Politique et administration

### Liste des maires
| Période                                  | Période       | Identité          | Étiquette | Qualité           |
| ---------------------------------------- | ------------- | ----------------- | --------- | ----------------- |
| Les données manquantes sont à compléter. |               |                   |           |                   |
| avant 1988                               | ?             | Yannick Paisant   |           |                   |
| 1995                                     | décembre 2016 | Patrick Madeleine | SE        | Directeur d'école |

Le conseil municipal était composé de onze membres dont le maire et deux adjoints.

## Population et société

### Démographie
L'évolution du nombre d'habitants est connue à travers les recensements de la population effectués dans la commune depuis 1793. À partir du 1er janvier 2009, les populations légales des communes sont publiées annuellement dans le cadre d'un recensement qui repose désormais sur une collecte d'information annuelle, concernant successivement tous les territoires communaux au cours d'une période de cinq ans. 
Pour les communes de moins de 10 000 habitants, une enquête de recensement portant sur toute la population est réalisée tous les cinq ans, les populations légales des années intermédiaires étant quant à elles estimées par interpolation ou extrapolation. Pour la commune, le premier recensement exhaustif entrant dans le cadre du nouveau dispositif a été réalisé en 2004,.
En 2021, la commune comptait 369 habitants, en évolution de −0,81 % par rapport à 2015 (Calvados : +1,58 %, France hors Mayotte : +2,49 %). 
Champ-du-Boult a compté jusqu'à 1 719 habitants en 1831.
| 1793  | 1800  | 1806  | 1821  | 1831  | 1836  | 1841  | 1846  | 1851  |
| ----- | ----- | ----- | ----- | ----- | ----- | ----- | ----- | ----- |
| 1 394 | 1 368 | 1 432 | 1 436 | 1 719 | 1 463 | 1 440 | 1 489 | 1 450 |

| 1856  | 1861  | 1866  | 1872  | 1876  | 1881 | 1886 | 1891 | 1896 |
| ----- | ----- | ----- | ----- | ----- | ---- | ---- | ---- | ---- |
| 1 389 | 1 260 | 1 166 | 1 180 | 1 111 | 989  | 946  | 914  | 900  |

| 1901 | 1906 | 1911 | 1921 | 1926 | 1931 | 1936 | 1946 | 1954 |
| ---- | ---- | ---- | ---- | ---- | ---- | ---- | ---- | ---- |
| 852  | 835  | 779  | 642  | 706  | 732  | 722  | 703  | 697  |

| 1962 | 1968 | 1975 | 1982 | 1990 | 1999 | 2004 | 2009 | 2014 |
| ---- | ---- | ---- | ---- | ---- | ---- | ---- | ---- | ---- |
| 663  | 636  | 503  | 503  | 432  | 435  | 383  | 388  | 375  |

| 2018 | - | - | - | - | - | - | - | - |
| ---- | - | - | - | - | - | - | - | - |
| 378  | - | - | - | - | - | - | - | - |

### Sports
L'Amicale sport et loisirs (ASL) Champ-du-Boult  a fait évoluer jusqu'en 2013 une équipe de football en division de district.

## Culture locale et patrimoine

### Lieux et  monuments
- Église sainte-Anne du XIIIe siècle, reconstruction presque intégrale du début XXe siècle.
- Clôtures-palissades en granite, caractéristiques des quelques communes au sud de Saint-Sever-Calvados.